# Lākalāyeh
Lākalāyeh (persiska: لاکلایه) är en ort i Iran.   Den ligger i provinsen Gilan, i den norra delen av landet, 180 km nordväst om huvudstaden Teheran. Lākalāyeh ligger 9 meter över havet och antalet invånare är 203.
Terrängen runt Lākalāyeh är platt åt nordost, men åt sydväst är den kuperad.Runt Lākalāyeh är det ganska tätbefolkat, med 134 invånare per kvadratkilometer. Närmaste större samhälle är Langarud, 18,8 km nordväst om Lākalāyeh. Trakten runt Lākalāyeh består till största delen av jordbruksmark.